# Trichorhina silvestrii
Trichorhina silvestrii es una especie de crustáceo isópodo terrestre de la familia Platyarthridae.

## Distribución geográfica
Son endémicos del este de la España peninsular.